# Vilmány
Vilmány là một thị trấn thuộc hạt Borsod-Abaúj-Zemplén, Hungary. Thị trấn này có diện tích 12,58 km², dân số năm 2010 là 1391 người, mật độ 111 người/km².